# Маслёнок Клинтона
Маслёнок Кли́нтона, также маслёнок опоя́санный, или маслёнок кашта́новый (лат. Suíllus clintoniánus), — вид грибов, включённый в род маслёнок (Suillus) семейства маслёнковые (Suillaceae) (во многих системах классификации — в составе семейства болетовые).
Съедобный гриб, образующий микоризу с лиственницей. Встречается в Северной Америке и Евразии. Близок маслёнку лиственничному (Suillus grevillei), от которого отличается более тёмной окраской.

## Описание
Трубчатый шляпко-ножечный гриб с развитым слизистым кольцом на ножке.
Шляпка 50—150 мм в диаметре, у молодых плодовых тел полушаровидная или выпукло-коническая, с возрастом раскрывается до выпуклой и плоско-выпуклой, в центре всегда наиболее мясистая. Кожица гладкая, блестящая, во влажную погоду клейко-слизистая, в сухую погоду — шелковистая, тонкая, снимающаяся на две третьих диаметра шляпки от края. Окраска тёмная: красно-коричневая, тёмно-каштановая, буро-коричневая, буро-каштановая, очень редко в центре шляпки жёлтая. Край шляпки толстый, продолжающийся за пределы трубочек, золотисто-жёлтый.

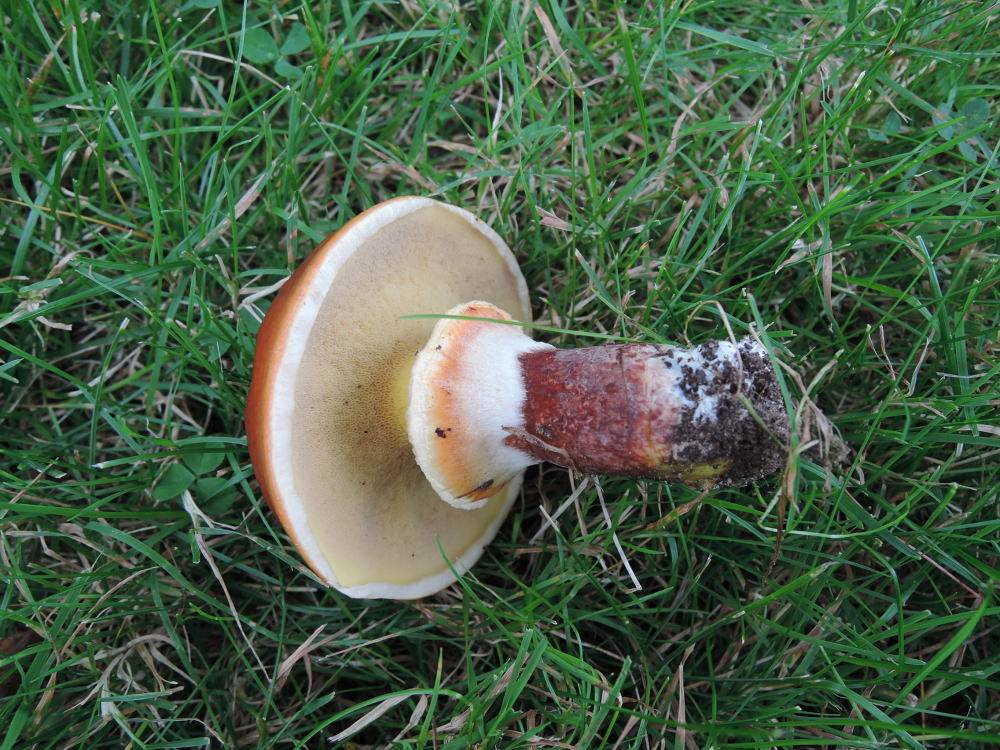
Гименофор и ножка с частным покрывалом, на котором заметно коричневое кольцо.
Онтарио, Канада

Поры гименофора мелкие, до 1 мм в диаметре, к старости угловатые, у молодых грибов ярко-жёлтого, золотисто-жёлтого цвета, затем выцветают до серовато-жёлтого, к старости — до серо-зеленоватого, при надавливании становятся серовато-коричневыми, затем — ржаво-коричневыми. Трубочки 5—10 мм длиной, отделимые от мякоти шляпки, сначала приросшие к ножке, затем слабо нисходящие, в молодом возрасте лимонно-жёлтые, со временем становятся охристо-жёлтыми и оливково-жёлтыми.
Ножка 50—120 мм длиной и 15—25 мм в поперечнике, грубо цилиндрическая или неясно булавовидная, выполненная, волокнистая, над кольцом ярко-жёлтая, неясно сетчатая до самого кольца (сеточка представляет собой нисходящие на ножку трубочки), под кольцом — с многочисленными густыми мелкими волокнами и чешуйками красно-коричневого цвета на жёлтом фоне, в основании желтовато-белая.
Частное покрывало в виде долговечного кольца в верхней части ножки. Кольцо состоит из двух слоёв — внешнего хлопьевидно-плёнчатого и внутреннего слизистого, снизу и у края белое, в середине — коричневое.
Мякоть мясистая, в шляпке у развитых грибов мягкая, в ножке — волокнистая, окрашена в шляпке в светло-жёлто-оранжевый, а в ножке — в светло-бурый цвет, в основании ножки иногда на воздухе приобретает зеленовато-голубоватый оттенок (указывается, что такое изменение цвета более часто наблюдается у довольно старых либо растущих в скоплениях, из общего основания, грибов). Вкус практически отсутствует, запах очень слабый, фруктовый.
Споровый порошок охристого или оливково-коричневого цвета.
Появление плодовых тел приходится на июль — октябрь, аналогично маслёнку лиственничному. По Смиту и Тирсу (1964), тип развития у всех видов рода с кольцом «псевдогемиангиокарпный»: на самых ранних стадиях развития кольцо отсутствует, затем ткань с края шляпки «сползает» и закрывает гименофор, после чего отрывается от шляпки и образует кольцо, никогда, однако, с тканью ножки не срастается.
Считается хорошим съедобным грибом, пригоден к употреблению в пищу при любом виде кулинарной обработки.

### Микроморфология

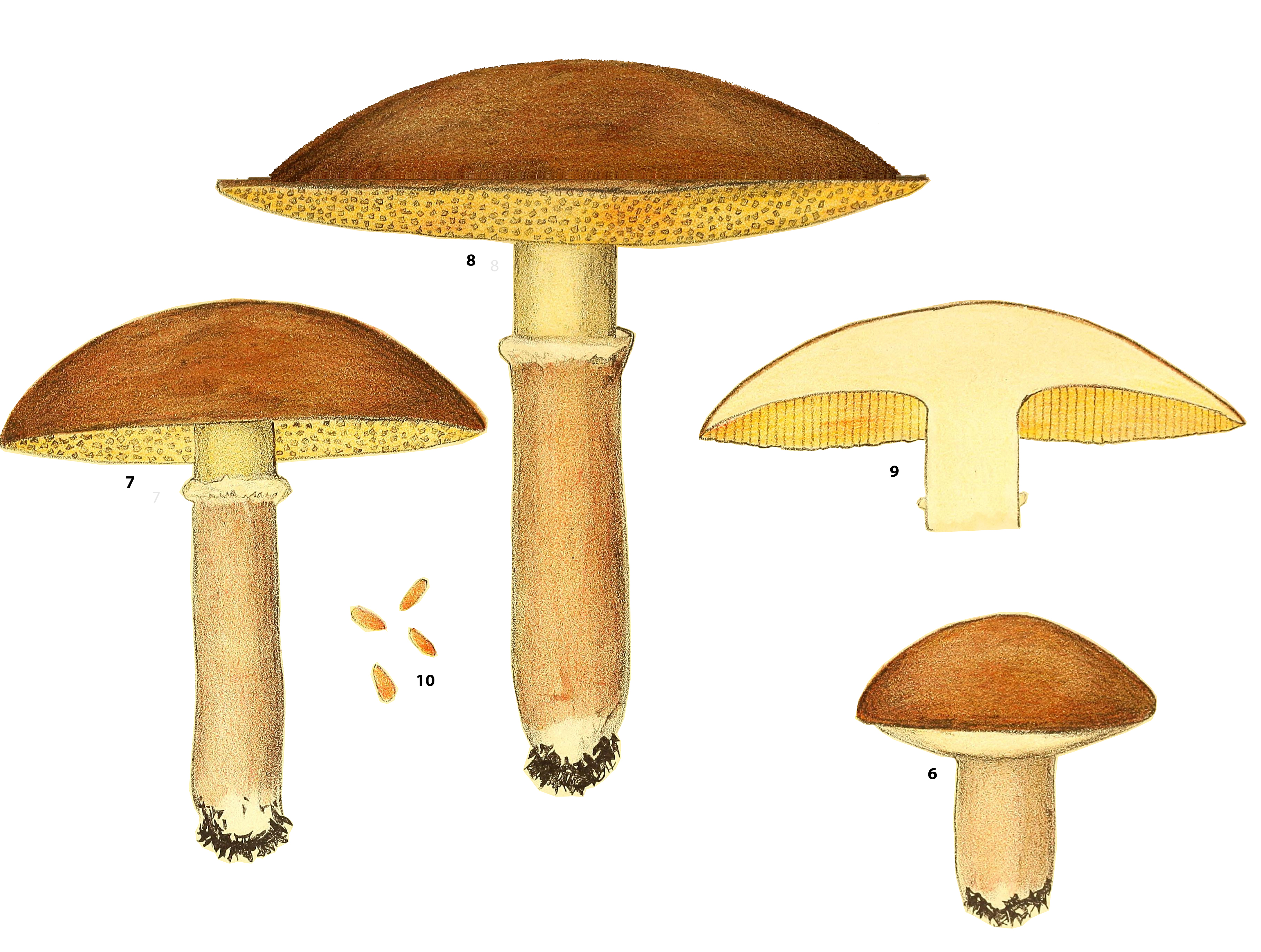
Маслёнок Клинтона. Рисунок Ч. Х. Пека (1899)

Споры бледно-соломенного, бледно-жёлто-бурого или бледно-красно-коричневого цвета, иногда почти бесцветные, с мелкими красно-коричневыми вкраплениями, с масляными капельками, 8,5—12(12,5)×3,5—4,2(4,5) мкм, в среднем — 10,2×4 мкм, эллиптические до веретеновидных, с отношением длины и ширины в пределах (2,3)2,4—2,8(3,0), толстостенные; объём спор — 47—125 мкм³, средний — 83 мкм³. Базидии 25—30×6—8 мкм, цилиндрические или булавовидные, с четырьмя стеригмами. Каулобазидии (базидии на сеточке в верхней части ножки) присутствуют. Хейлоцистиды 30—80×5—10 мкм, цилиндрической, булавовидной или веретеновидной формы, одиночные или в скоплениях, жёлто-бурые, инкрустированные. Каулоцистиды 35—80×6—12 мкм, собраны в скопления, буро-коричневые, инкрустированные, цилиндрические или булавовидные. В траме трубочек встречаются бурые гифы. Пилеипеллис (кутикула шляпки) — иксотриходермис, состоит из гиалиновых и коричнево-инкрустированных желатинизированных гиф, с многочисленными тёмно-коричневыми частицами в слизистой массе. Терминальные элементы гиф пилеипеллиса цилиндрические или неясно булавовидные.
Среди пигментов, выделенных из плодовых тел маслёнка Клинтона — гревиллины B и C (красный и красно-оранжевый пигменты), цикловариегатин (тёмно-красный пигмент, вероятно, основной пигмент, отвечающий за тёмную окраску), телефоровая кислота, 3',4',4-тригидроксипульвинон (бледно-жёлтый пигмент, гидроксилированное производное пульвинона).

### Сходные виды

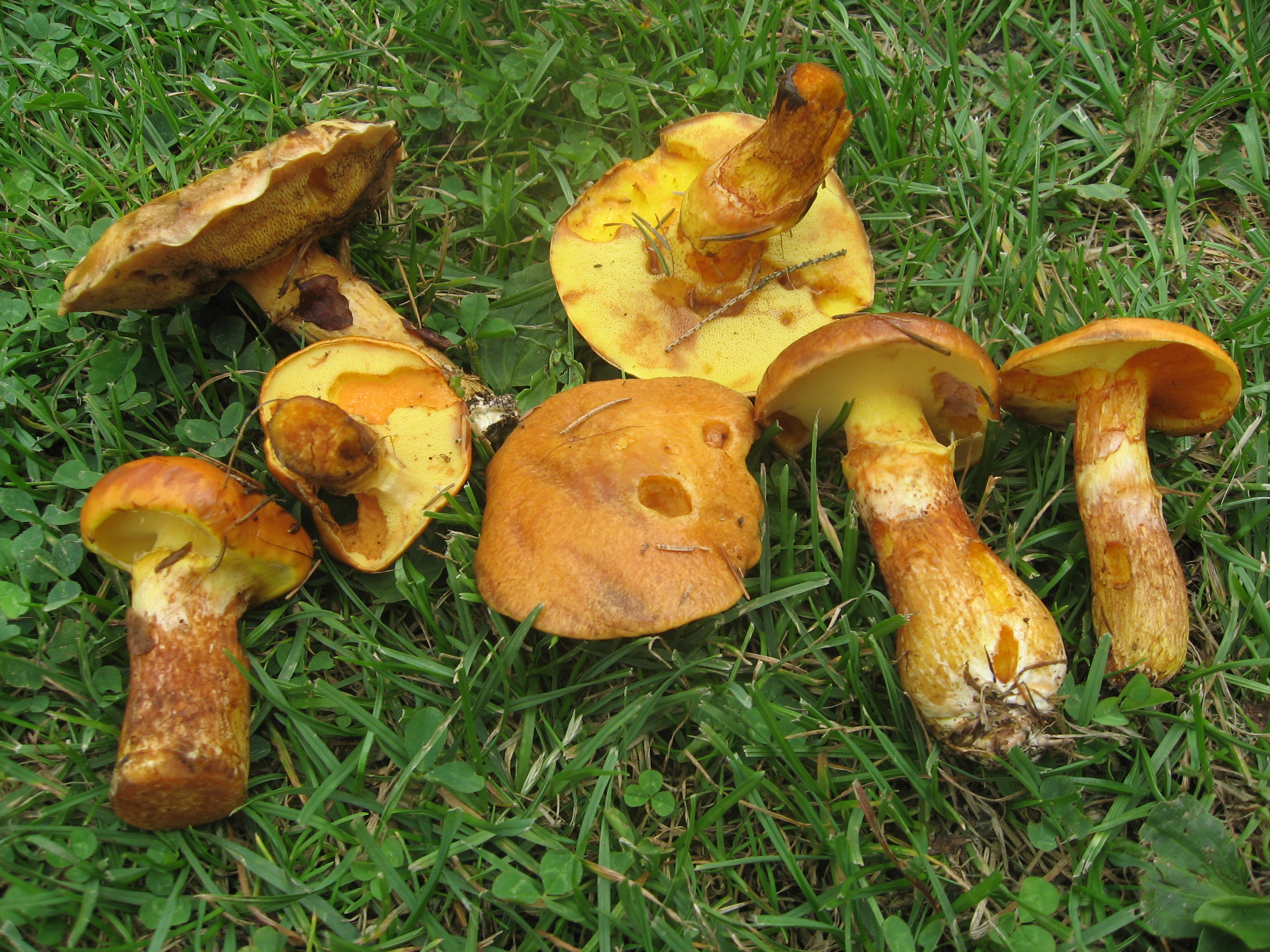
В окраске шляпки маслёнка лиственничного преобладают ярко-жёлтые или оранжевые тона, что отличает его от красно-коричневого маслёнка Клинтона

- Suillus grevillei (Klotzsch) Singer, 1945 — Маслёнок лиственничный — вид, часто объединяемый с маслёнком Клинтона. Основное внешнее отличие маслёнка Клинтона в тёмной красно-коричневой окраске шляпки. Шляпка маслёнка лиственничного окрашена разнообразно, однако такие тёмные тона присутствуют только у старых грибов, окраска которых серо-охристо-коричневая. Шляпки маслёнка Клинтона к старости, напротив, выцветают. Поры маслёнка Клинтона жёлто-оранжевые, а у маслёнка лиственничного — ярко-жёлтые. Наиболее чёткие различия двух видов заключаются в микроскопическом строении кутикулы шляпки: её гифы у маслёнка лиственничного полностью бесцветные, а у маслёнка Клинтона — инкрустированные (с окрашенными вкраплениями). Споры маслёнка Клинтона заметно крупнее — их средний объём составляет 83 мкм³ против 52 мкм³ у маслёнка лиственничного[4].
- Suillus serotinus (Frost) Kretzer & T.D.Bruns, 1996 — вид, нередко отождествляемый с маслёнком серым. Среди основных диагностических признаков этого также образующего микоризу с лиственницей вида — сильно слизистая красно-коричневая шляпка с хлопьевидными сероватыми остатками покрывала по краю, беловатые у молодых грибов поры, а также мякоть шляпки, на воздухе сначала медленно становящаяся синевато-зеленоватой, затем сиреневато-серой и красновато-коричневой. Споровый порошок фиолетово-коричневый. Распространён на северо-востоке Северной Америки[9].

## Экология и распространение

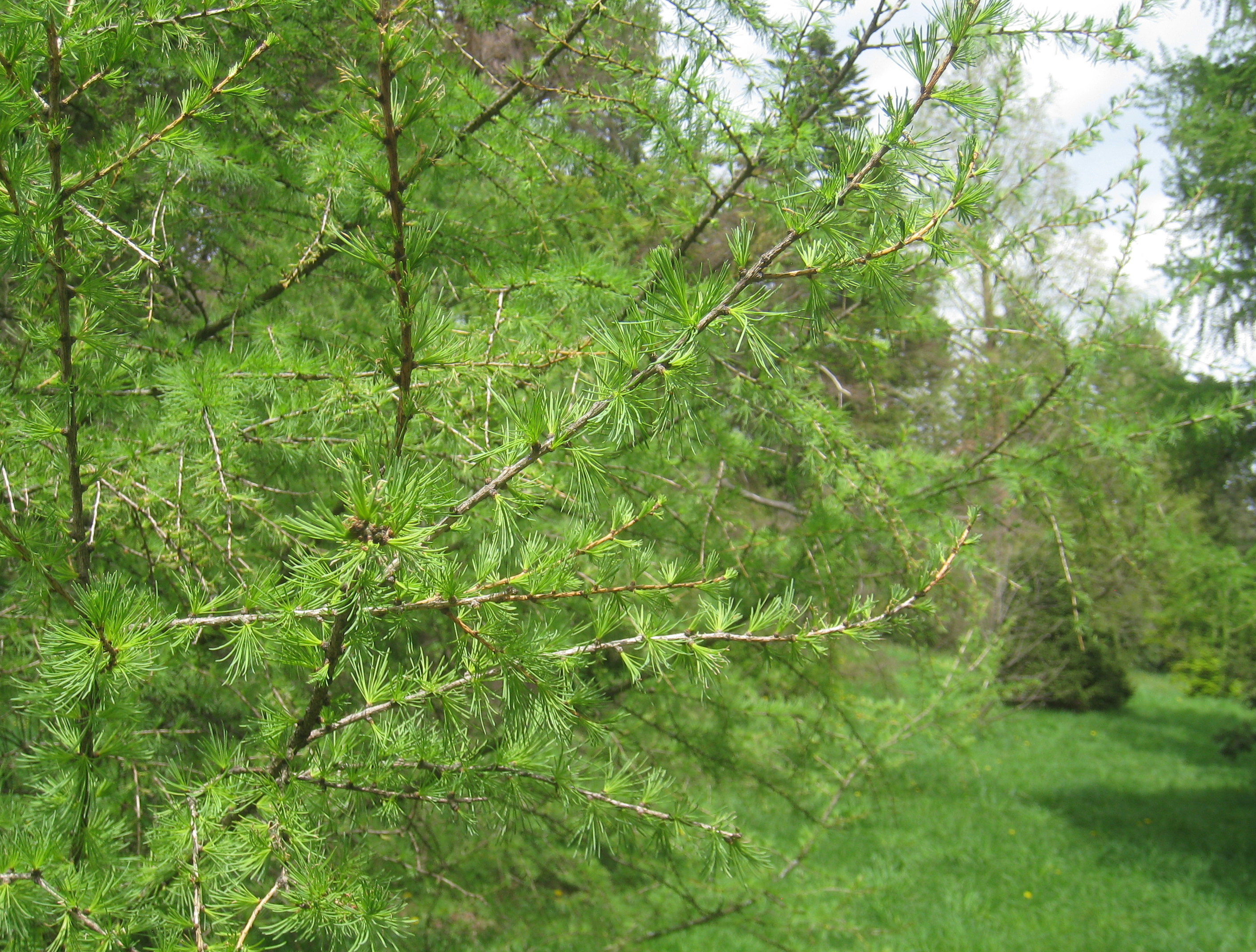
Лиственница сибирская — дерево, под которым наиболее часто встречается маслёнок Клинтона

Маслёнок Клинтона — бореальный гриб, образующий микоризу с различными видами лиственниц, наиболее часто — с лиственницей сибирской.
В России известен на севере Европейской части (редко), Сибири и Дальнего Востока (гораздо чаще), на юг заходит только в горные регионы (Уральские горы, Алтайские горы), обычно с лиственницами сибирской и Гмелина. Также встречается в горных районах Китая, где есть лиственница.
Вероятно, завезён в Европу с саженцами лиственницы сибирской из России. В Скандинавии произрастает в посадках лиственницы сибирской в Финляндии и Швеции (в северных частях Финляндии — чаще маслёнка лиственничного). В Великобритании известен из-под гибридной лиственницы Larix ×marschlinsii, также обнаружен на Фарерских островах и в горных районах Швейцарии.
Широко распространён в Северной Америке, откуда был первоначально описан. В восточной части материка встречается реже, чем маслёнок лиственничный, а в западной — напротив, более обычен.

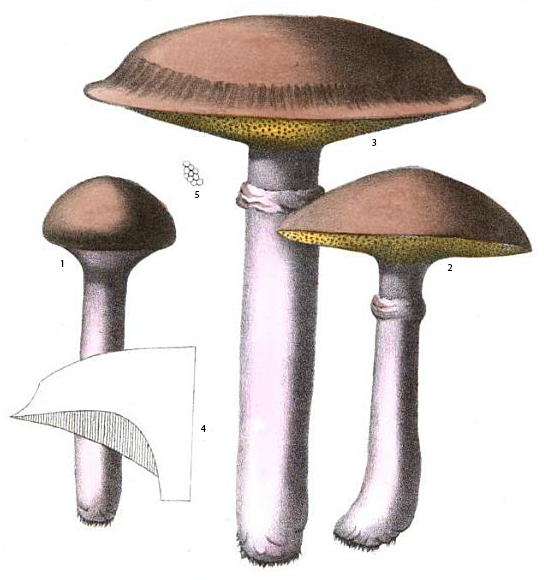
Рисунок Ч. Х. Пека, прилагавшийся к оригинальному описанию вида (1872)

## Таксономия
Вид был впервые описан американским микологом Чарльзом Хортоном Пеком (1833—1917) в годовом ботаническом отчёте Музея естественной истории штата Нью-Йорк за 1869 год, вышедшем в 1872 году (на титульной странице указан 1873 год, когда вышел весь отчёт, а не только его ботаническая часть).

Boletus clintonianus n. sp.
Шляпка толстая, выпуклая, влажная — слизистая, гладкая, блестящая, гнедо-красная или каштановая; трубочки почти плоские, приросшие, слабо нисходящие, мелкие, почти округлые, бледно-жёлтые, затем темнеющие; ножка ровная, крепкая, выполненная, окольцованная, почти одноцветная, иногда жёлтопятнистая, маловыраженно сетчатая в верхней части; кольцо и мякоть жёлтые; растение, иногда встречающееся пучками.
Высота 4—6 дюймов, ширина шляпки 3—5 дюймов, ножка 6—9 линий толщиной.
В низинных лесах. Норт-Элба. В августе. Благородный вид.
Крупные экземпляры иногда с прикраевой бороздкой или углублением на шляпке. Посвящается достопочтенному Дж. У. Клинтону; нет более страстного любителя ботаники и более преданного друга науки, чем он.
Оригинальный текст (англ.)Pileus thick, convex, viscid when moist, smooth, shining, bay-red, or chestnut-color; tubes nearly plane, attached, subdeccurent, small, nearly round, pale yellow, becoming darker; stipe equal, stout, solid, annulate, subconcolorous, sometimes stained with yellow, slightly reticulated at the top; annulus and flesh yellow; plant sometimes cæspitose.
Height 4'—6', breadth of pileus 3'—5', stipe 6"—9" thick.
Low woods. North Elba. August. A noble species.
Large specimens sometimes have a submarginal groove or concavity of the pileus. Dedicated to Hon. G. W. Clinton, than whom there is no more ardent lover of botany nor more devoted friend of science.
— Ч. Х. Пек, оригинальное описание вида (1872)

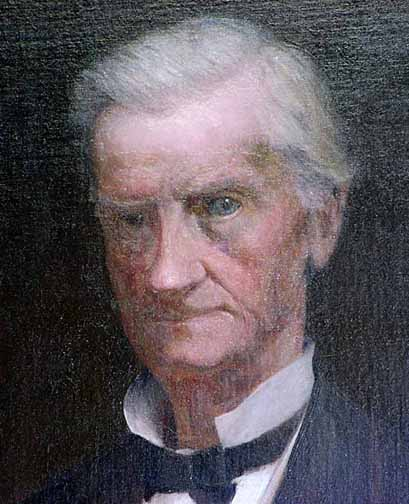
Портрет Джорджа Уильяма Клинтона, в честь которого назван гриб

Пек поместил этот гриб в сборный род мясистых трубчатых грибов Boletus. Назвал он этот вид в честь натуралиста-любителя Клинтона. Джордж Уильям Клинтон (1807—1885) — нью-йоркский политик, адвокат, судья и писатель, мэр города Буффало в 1842—1843 годах, на протяжении 20 лет возглавлял Естественнонаучное общество Буффало. В 1867 году Пек, преподававший тогда в высшей школе в Олбани, потерял работу из-за закрытия школы. Вскоре Клинтон, руководящий Службой штата по естественной истории (State Cabinet of Natural History), обеспечил ему работу в должности главного ботаника Нью-Йорка. Именно на этом посту Пек, до этого занимавшийся изучением бриофлоры Нью-Йорка, заинтересовался грибами и уже в 1869 году издал свою первую значительную публикацию по микологии с 53 новыми видами.
Типовые образцы маслёнка Клинтона были собраны в окрестностях города Норт-Элба в округе Эссекс на северо-востоке штата Нью-Йорк. Голотип хранится в Музее штата Нью-Йорк.

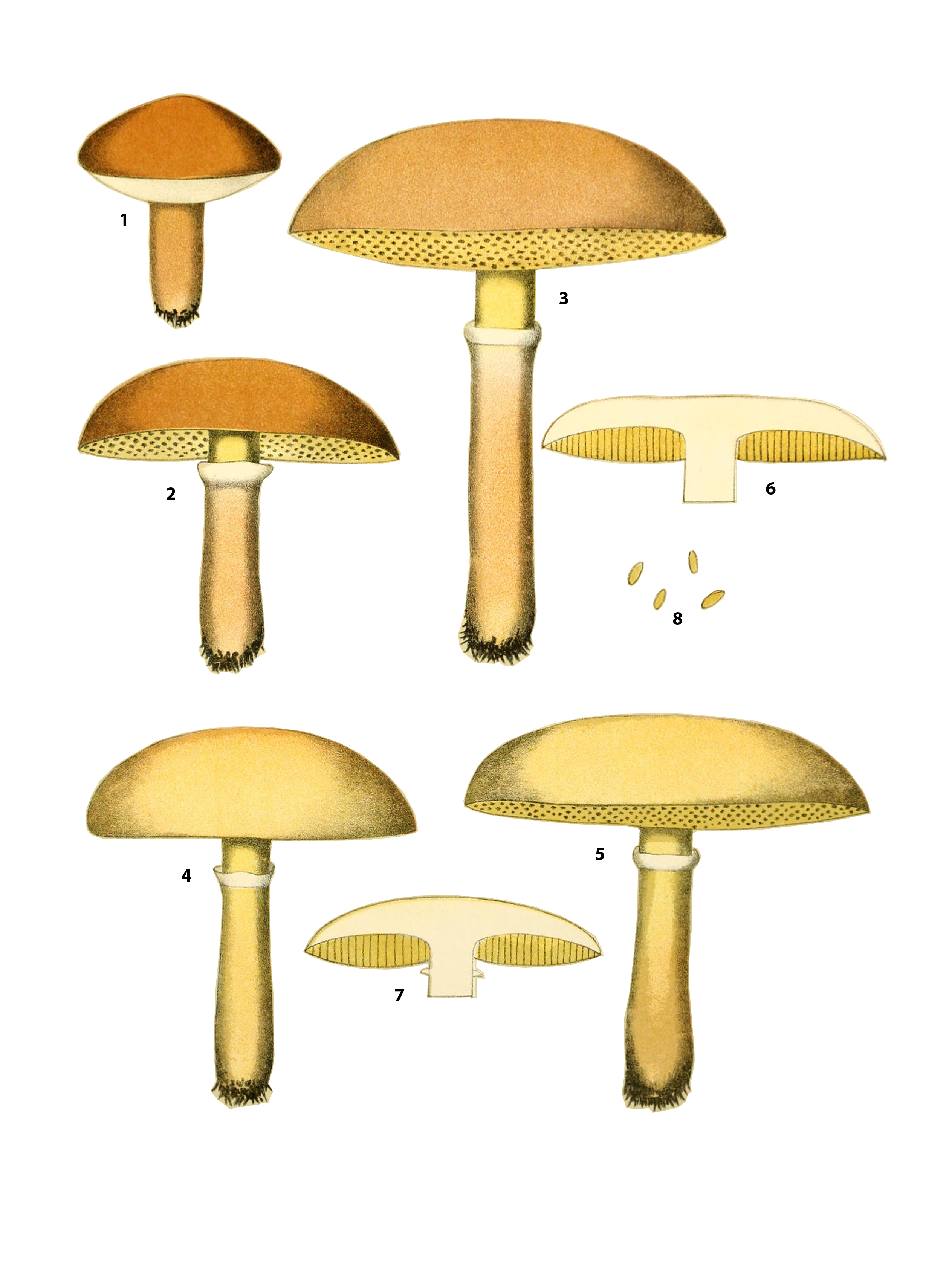
Маслёнок Клинтона. Рисунок Ч. Х. Пека (1900). Показана цветовая изменчивость

Пек неоднократно описывал последующие находки этого вида. В 1887 году он впервые указал на его близость маслёнку лиственничному (называемому им Boletus elegans). Он считал Boletus clintonianus американским «аналогом» европейского вида Boletus elegans, указывая на ряд отличий: более тёмную окраску, долговечное, не исчезающее к старости кольцо, а также лишённую какой-либо крапчатости ножку. В 1889 году Пек расширил описание изменчивости окраски маслёнка Клинтона, на открытых местах, по его мнению, нередко вырастающего с жёлтой или красновато-жёлтой шляпкой. Такие светло-окрашенные плодовые тела Пек отличал, помимо указанных признаков ножки и кольца, по более длинным и тёмным, чем у Boletus elegans (который он к этому времени уже не относил к чисто европейским видам), спорам. В синонимы он занёс название Boletus viridarius Frost, в 1909 году считал его самостоятельным видом. В 1899 году Пек опубликовал ещё одно, наиболее подробное, описание Boletus clintonianus.
У. А. Меррил (1909, 1910, 1914) трактовал Boletus clintonianus весьма широко, сведя к нему в синонимы названия Boletus serotinus Frost и Boletus viridarius Frost. Основным отличием этого изменчивого вида от других маслят с кольцом на ножке он считал отсутствие крапинок на ножке как над кольцом, так и под ним.
В род Suillus вид перевёл в 1898 году известный своими радикальными взглядами на ботаническую номенклатуру и отдававший этому родовому названию приоритет над Boletus немецкий учёный Отто Кунце (1843—1907). В дальнейшем, когда роды были таксономически разграничены, этот вид остался в роде Suillus.
Начиная со второй половины XX века маслёнок Клинтона в большинстве североамериканских публикаций причислялся к синонимам маслёнка лиственничного, лишь некоторые описывали самостоятельную разновидность Suillus grevillei var. clintonianus. В Северной Европе, где стали предприниматься попытки выделения тёмного маслёнка, привязанного к лиственнице, в самостоятельный таксон, Suillus clintonianus чаще всего упоминался под названием Suillus grevillei var. badius. Типовые образцы данного таксона были собраны в 1937 году Р. Зингером и Л. Н. Васильевой в Чуйских Альпах (Алтай). Это название не является действительным с точки зрения Международного кодекса номенклатуры.
В 1993 году финские микологи Маури Корхонен, Яакко Хювёнен и Теуво Ахти обозначили чёткие морфологические отличия между видами, признав их самостоятельными. Молекулярно-филогенетические исследования, которые могли бы подтвердить или опровергнуть правомерность разграничения видов в комплексе S. grevillei, не проводились.

### Синонимы
Гомотипные (номенклатурные) синонимы:
- Boletinus grevillei var. clintonianus (Peck) Pomerl., 1980, nom. inval.
- Boletus clintonianus Peck, 1872basionym
- Suillus grevillei var. clintonianus (Peck) Singer, 1951

Гетеротипные (таксономические) синонимы:
- Ixocomus elegans f. badius Singer, 1938, nom. inval.
- Suillus grevillei f. badius (Singer) Singer, 1965, nom. inval.
- Suillus grevillei var. badius (Singer) Watling, 1970, nom. inval.